# Нідерландське посвідчення особи
Нідерландське посвідчення особи (нід. Nederlandse identiteitskaart) — офіційний необов'язковий документ, що посвідчує особу, виданий громадянам Нідерландів у європейській частині Нідерландів та певним дипломатичним представництвам. Він має подібні розміри та структуру, як у звичайної банківської картки.

## Використання
Усі громадяни Нідерландів, які досягли 14-річного віку, повинні мати можливість пред'явити дійсний документ, що посвідчує особу, коли поліція або інші співробітники правоохоронних органів вимагають посвідчення особи. Для цього зазвичай використовують посвідчення особи, але замість них можуть використовуватися інші документи, що посвідчують особу, такі як паспорт або посвідчення водія.
Нідерландське посвідчення особи також є дійсним засобом ідентифікації особи в ряді країн за межами Нідерландів і може використовуватися як проїзний документ у цих країнах замість нідерландського паспорта.

## Інформація про особу
Нідерландська посвідчення особи містить наступну інформацію про власника та документ (із полями нідерландською, англійською та французькою мовами):
- Національність: нідерландська
- Номер документа
- Повне ім'я, включаючи прізвище та всі імена (продовження на звороті можливе для моделі 2014 року)
- Фотографія (надрукована та оброблена водяним знаком)
- Дата народження
- Місце народження (надруковано на задній панелі моделі 2014)
- Висота (надруковано на тильній стороні для моделі 2014 року)
- Секс
- Особистий номер (надруковано на звороті для моделі 2014 року)
- Орган влади (орган, який видав відповідну посвідчення особи, зазвичай мер муніципалітету проживання; наприклад, «Burgemeester van Utrecht»; надруковано на звороті для моделі 2014 року)
- Дата випуску
- Дата закінчення терміну дії (зазвичай 10 років після дати видачі)
- Підпис

Інформація на тильній стороні закінчується машиночитаною зоною, починаючи з I <NLD.
Станом на 26 серпня 2006 року, щойно видані посвідчення особи мають чіп, що містить (серед іншого) фотографію, повне ім'я, дату народження, стать, номер документа, особистий номер та дату закінчення терміну дії. З травня 2016 року посвідчення особи більше не містить відбитків пальців власника. Мікросхема включена відповідно до європейських норм. 

## Термін дії
Нідерландське посвідчення особи є дійсним проїзним документом по всій Європі (крім Білорусі, Росії та України), а також Грузії, Монтсеррату (макс. 14 днів), Туреччини та в організованих турах до Йорданії (через аеропорт Акаба) та Тунісу.
Термін дії в країнах ЄС / ЄАВТ базується на членстві в Європейському Союзі, тоді як термін дії в Туреччині базується на " Європейській угоді про правила, що регулюють рух осіб між державами-членами Ради Європи ".
Оскільки документ визначений нідерландським законом про паспорти (Paspoortwet) як «проїзний документ європейської частини Нідерландів», а не як «проїзний документ Королівства», ця особова картка не видається і не діє в Острови ABC або SSS.
Як правило, посвідчення особи діє 10 років для дорослих та 5 років для неповнолітніх.

## Європейське посвідчення особи
До введення нідерландського посвідчення особи (1 жовтня 2001 р.) У форматі кредитної картки було видано європейську посвідчення особи у форматі ID2. Ця картка також була машиночитаною і була дійсною для тієї ж групи країн (але не для 11 з 12 країн ЄС, які приєднались у 2004 та 2007 роках). Картка також містила інформацію про адресу пред'явника та поля англійською, нідерландською та французькою мовами. Після введення нідерландського посвідчення особи існуючі європейські посвідчення особи залишались чинними до закінчення терміну дії.